# Kozolupy (Vysoký Újezd)
Kozolupy jsou velká vesnice, část obce Vysoký Újezd v okrese Beroun ve Středočeském kraji. Leží jihovýchodně od Berouna.
Katastr obce má 481 hektarů. Na východě obce teče Karlický potok. V obci teče potok zvaný Stříbrný a na severu potok Patriánek, oba se vlévají do Karlického. Na jihu obce je kopec Kamenný vrch.

## Historie
První písemná zmínka o vesnici pochází z roku 1381.
Původně bývaly Kozolupy rozděleny na čtyři části. První část patřila klášteru svatého Tomáše v Praze, druhá část patřila ke hradu Karlštejnu, třetí část patřila k Tachlovicům a čtvrtá část patřila klášteru svatého Jana pod Skalou. Za císaře Zikmunda byly Kozolupy a sousední ves Lužce zapsány Vaňkovi Zelenému z Rakových ve 300 kopách. Po čase však byly ony vsi vráceny v držbu církevní. A když Zikmund byl uznán za českého krále a hrdinní bojovníci na Karlštejně byli odměňováni, byly Kozolupy dne 17. října 1436 zapsány purkrabímu Mikšovi z Lidic. Roku 1581 postoupeny od kláštera ostrovského dva kmetcí grunty v Kozolupech kapitule na hradě pražském za pozemky pod Petřínem. Když správcové zemští před bělohorskou bitvou zabavovali statky všech těch, kteří zůstali věrni císaři, prodali také díl Kozolup, majetek kláštera svatojánského, panu Václavu Homutovi z Harasova, aby tak nabyli peněz na placení vojska proti císaři. V roce 1622 patřily Kozolupy k panství karlštejnskému a toto celé odevzdáno Ferdinandem II. královnám českým. Po zrušení kláštera sv. Jana statky k němu patřící byly v dražbě rozprodány a tak díl Kozolup ke klášteru patřící koupil v roce 1791 hrabě Filip Sweerts-Spork, bývalý majitel svatojanské papírny.

## Obyvatelstvo
| Rok            | 1869 | 1880 | 1890 | 1900 | 1910 | 1921 | 1930 | 1950 | 1961 | 1970 | 1980 | 1991 | 2001 | 2011 | 2021 |
| -------------- | ---- | ---- | ---- | ---- | ---- | ---- | ---- | ---- | ---- | ---- | ---- | ---- | ---- | ---- | ---- |
| Počet obyvatel | 262  | 291  | 304  | 293  | 330  | 301  | 319  | 224  | 229  | 218  | 176  | 173  | 176  | 190  | 249  |
| Počet domů     | 35   | 35   | 37   | 40   | 47   | 51   | 65   | 72   | 68   | 61   | 47   | 77   | 72   | 77   | 97   |

## Obecní správa
Při sčítání lidu v letech 1850–1985 byly Kozolupy samostatnou obcí, nejprve v okrese Hořovice, od roku 1950 v okrese Beroun. Od 1. ledna 1986 jsou částí obce Vysoký Újezd v okrese Beroun.

## Pamětihodnosti
- kamenná sloupková boží muka při silnici na Mořinu.
- kaplička se zvonicí na návsi
- přírodní památka Lom Kozolupy v k. ú. obce

## Okolí
Kozolupy sousedí se vsí Lužce na severu, s Trněným Újezdem na východě, s Bubovicemi na západě a Mořinou na jihu.